# Krizokolla
A krizokolla (chrysocolla) réz (ritkábban: alumínium) tartalmú hidroszilikát. Kristálycsoportba sorolása nem egyértelmű, a kutatók egy része a turmalincsoport tagjának tekinti, de besorolják az agyagásványok közé is. Fürtös, vesés cseppköves kérgekben, többnyire amorf, ritkábban monoklin rombos kristályokban található, tűs sugaras kristályai mikroszkopikus méretűek. Elöregedett gél, amely még szabad kovasavat tartalmaz. Színét a víztartalom befolyásolja. Csiszoltan ékszerkőként is használatos, kérgesedésben szép rajzolatot mutat. Porítva festékalapanyagul is alkalmazták.

## Kémiai és fizikai tulajdonságai.
- Képlete: CuSiO3+xH2O.  {Változatai: (Cu,Al)2H2Si2O5(OH)4xH2O.}
- Szimmetriája: a monoklin kristályrendszerben kevés szimmetriaelemet tartalmaz.
- Sűrűsége: 2,0-2,2 g/cm³.
- Keménysége: 2,0-4,0 lágy ásvány (a Mohs-féle keménységi skála szerint).
- Hasadása: nem hasítható.
- Törése: egyenetlen, kagylós.
- Színe:  szürkéskék, élénk kék, türkizkék, zöldeskék.
- Fénye: üveg vagy zsírfényű.
- Átlátszósága: áttetsző.
- Pora:  zöldesen fehér.
- Különleges tulajdonsága:  sósavban bomlik.
- Elméleti réztartalma: Cu = 36%.

## Nevének eredete
Neve a görög krüszosz (=arany) és kolla (=agyag) szóösszetételből ered, mert aranyforrasztáshoz használták.

## Keletkezése
Másodlagosan keletkezik rézérctelepek oxidációs zónájában. Jelenléte gyakran más rézérc ásványok előfordulására utal.
Hasonló ásványok: dioptáz

## Előfordulásai
Olaszországban Predarossa és Trento vidékén. Németországban Badenben és az Érc-hegységben. Anglia területén Cornwall vidékén. Szlovákiában Libetbánya (L'ubietova) és Úrvölgy (Spaina Dolina) bányáiban. Oroszország területén az Ural vidékén és az Altaj hegységben. Marokkó, Zaire és Rodézia területén. Az Amerikai Egyesült Államok Arizona és Idaho szövetségi államaiban fordul elő. Megtalálható nagyobb tömegben Mexikó és Chile területén.

## Előfordulásai Magyarországon
A Velencei-hegységben több helyen megtalálható. Pátka közelében a Meleg-hegy nyugati oldalán malachittal együtt a krizokolla fordul elő. A Szűzvári-malom teléreiben is találtak bekérgesedett részeket. Recsken a Lahóca-hegy ércesedett tőmzsökben több helyen megtalálták, sokszor malachittal tévesztve.

## Kísérő ásványok
A  malachit, kuprit, azurit és limonit.